# Cette idée-là
Singles de Amel Bent
Je me sens bien Je reste
Cette idée-là est un single de la chanteuse Amel Bent sorti uniquement en radio mais considéré comme le quatrième single de l'album Où je vais.